# Suragina nigripes
Suragina nigripes är en tvåvingeart som beskrevs av Malloch 1932. Suragina nigripes ingår i släktet Suragina och familjen bäckflugor. Inga underarter finns listade i Catalogue of Life.